# Cornelia Waibel
Cornelia Waibel (* 20. Jahrhundert in Pforzheim) ist eine deutsche Synchronsprecherin.

## Leben
Cornelia Waibel wurde in Pforzheim als Enkelin des Bühnenbildners Utz Elsässer geboren. Von 2001 bis 2004 wurde sie an der Stage School Hamburg zur Bühnendarstellerin ausgebildet, danach war sie einige Jahre als Musicaldarstellerin tätig. Die Arbeit als Sprecherin wurde jedoch zu ihrem Schwerpunkt, es folgte ein Umzug nach Berlin. Sie sprach bereits über 500 Synchronrollen ein, zusätzlich lieh sie ihre Stimme an Werbespots, Hör- und Computerspiele.

## Synchronrollen (Auswahl)

### Filme
- 2018: Solo: A Star Wars Story: Charlotte Louise als Margo
- 2018: Can You Ever Forgive Me?: Tina Benko als Karen
- 2020: Soul: Peggy Flood als Marge

### Serien
- 2016–2020: Janette Oke: Die Coal Valley Saga: Pascale Hutton als Rosemary Coulter
- 2016–2020: Better Things: Rebecca Metz als Tressa
- 2017–2018: Damnation: Chasten Harmon als Bessie Louvin
- 2017–2018: SEAL Team: Michaela McManus als Alana Hayes
- 2017–2018: Harlots – Haus der Huren: Rosalind Eleazar als Violet Cross
- 2017–2019: Happy!: Medina Senghore als Amanda Hansen
- 2018: Tidelands: Elsa Pataky als Adrielle Cuthbert
- 2018: Orange Is the New Black: Henny Russell als Carol Denning
- 2018: Save Me: Kerry Godliman als Katrina Betts
- 2018–2019: The Rookie: Afton Williamson als Talia Bishop
- 2019–2020: After Life: Kerry Godliman als Lisa Johnson
- 2020: Ninjago: Tabitha St. Germain als Murtessa
- 2021: Navy CIS: L.A.: Izabella Miko als Michelle Boucher
- 2021, 2024: Navy CIS: Angela Lin als Sheila Addison und Carly Hughes als Vicky Meyer
- 2022–2024: Halo: Kate Kennedy als Kai-125
- 2023–2024: Nier: Automata Ver1.1a: Aoi Yūki als Pascal

### Videospiele
- 2017: The Legend of Zelda: Breath of the Wild als Urbosa, die verstorbene Gerudo Königin
- 2020: Hyrule Warriors: Zeit der Verheerung als Urbosa, die Gerudo Königin
- 2023: The Legend of Zelda: Tears of the Kingdom als Weise des Donners
- 2024: Dragon Age: The Veilguard als Neve Gallus
- 2025: Assassin’s Creed Shadows, als leitende Stimme